# Pocenia
Pocenia (friülà Pucinie) és un municipi italià, dins de la província d'Udine. És a la regió de la Bassa Friülana. L'any 2007 tenia 2.619 habitants. Limita amb els municipis de Castions di Strada, Muzzana del Turgnano, Palazzolo dello Stella, Rivignano, Talmassons i Teor

## Administració
| Període | Identitat        | Partit      |
| ------- | ---------------- | ----------- |
| 2004-   | Danilo Bernardis | Centredreta |